# NationStates
NationStates es un juego multijugador de navegador de simulación de gobierno. Fue creado por Max Barry y fue publicado el 13 de noviembre de 2002, basado en la novela Jennifer Government. Barry fundó el sitio como un sitio independiente, una semana antes de la publicación del libro.
El sitio igual promueve los libros escritos por Barry, pero también se ha desarrollado una comunidad en línea, con más de 10 millones de naciones.

## Influencia
En una entrevista, Max Barry dijo que la influencia para el juego empezó con un cuestionario que tomó: 
«NationStates estuvo influido un poco por un cuestionario político que tomé, donde contestas varias preguntas de elección múltiple y luego obtienes tu categoría política. ... Era divertido, pero también quise ver el tipo de país mis políticas crearon, y tener que lidiar con las consecuencias»